# Giovanni degli Eremitani
Giovanni degli Eremitani, detto Giovanni da Padova  o Frà Giovanni (ca. XIII secolo – ca. 1320), è stato un architetto e urbanista italiano.

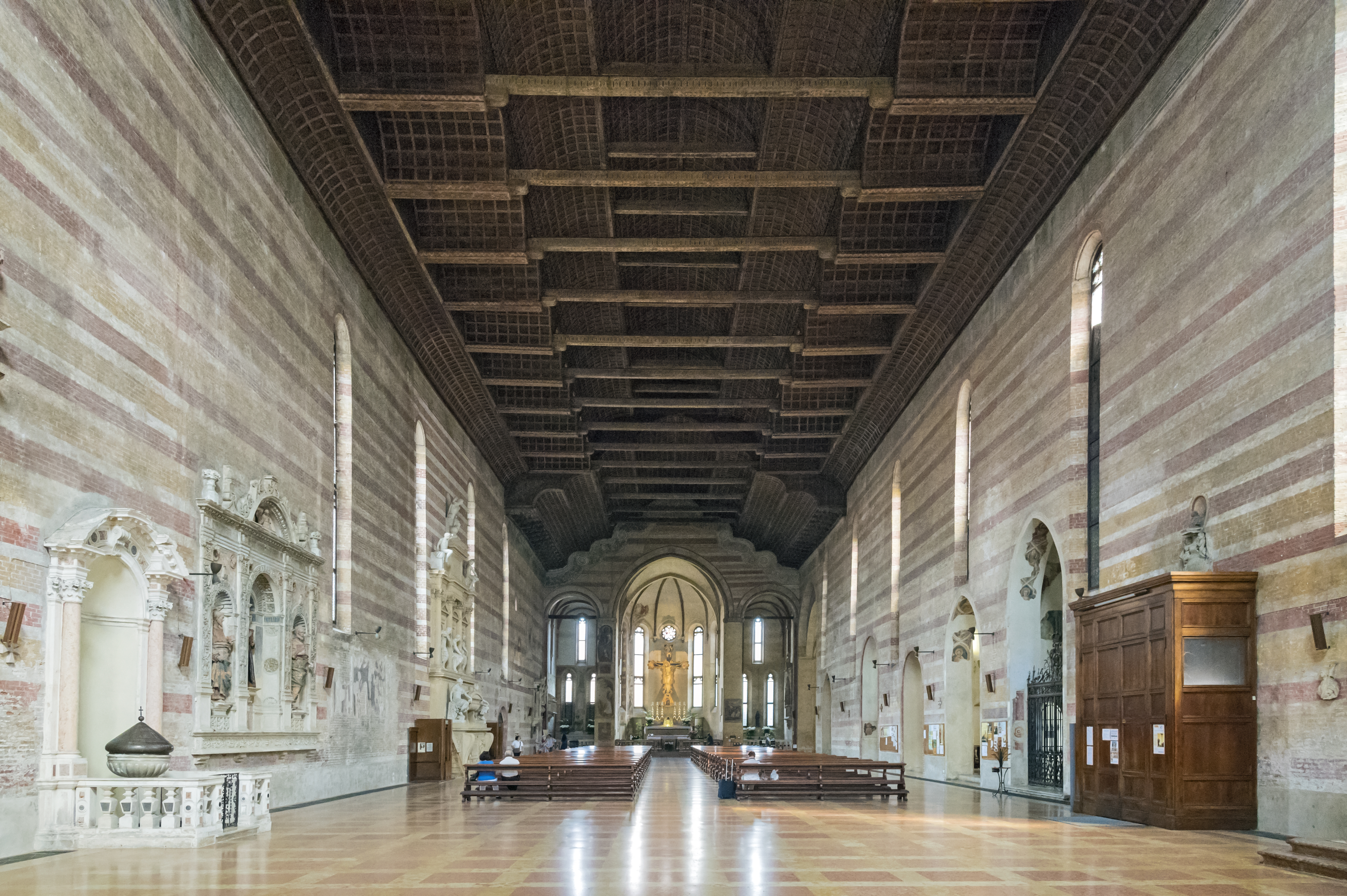
Soffitto della chiesa degli Eremitani a Padova

Viene considerato uno dei principali promotori dell'architettura veneta del suo tempo.

## Biografia
Non si hanno notizie anagrafiche certe e nemmeno sulla sua formazione culturale e professionale, però il suo nome compare nella autorevole Storia della Marca Trevigiana redatta da Giambattista Verci nel 1791, accostato a lavori pubblici ingegneristici, idraulici e a realizzazioni di strade e fortilizi.
Se non è sicura la sua presenza, dal 1302, alla realizzazione del fondaco della Biade, che prevedeva nuove soluzioni progettuali per il centro della città, invece è documentato il suo impegno dal 1306 a Padova, dove gli fu assegnata la ricostruzione della Fabbrica del Palazzo o Palazzo della Ragione.
Questa struttura pubblica, una delle più grandiose tra quelle risalenti all'età gotica, fu realizzata dal 1218, in pieno periodo comunale, in una foggia ridotta e semplice.
Il suo aspetto conclusivo, l'edificio lo raggiunse solo con l'opera di Frà Giovanni, che si distinse per l'introduzione delle logge a doppio ordine che davano sulla piazza delle Erbe e su quella della Frutta, e della innovativa e originale copertura autoportante, del tipo a "carena di nave rovesciata", a volta semplice con archi trasversi di sostegno lignei.
Frà Giovanni viene ritenuto, se non proprio l'ideatore, almeno il propagatore nel Veneto di quel modello di copertura, che raggiungerà il suo esempio più efficace, a Padova, con la chiesa degli Eremitani.
Se il salone risultò pregevole per la preziosa decorazione interna svolta da artisti prestigiosi, quali Giotto, il modello architettonico complessivo innovativo ha spinto alcuni storici dell'arte a ipotizzare viaggi effettuati da Frà Giovanni in Oriente, e in India in particolare, mentre altri studiosi rintracciano nell'architettura della Francia atlantica le più probabili  fonti di ispirazione.
Per il progetto della chiesa degli Eremitani, Frà Giovanni riprese e affinò le sue innovative soluzioni proposte con il Salone della Ragione, sia per la loggia di facciata sia per la copertura.
Dal 1310 al 1314  Frà Giovanni svolse vari lavori ingegneristici e idraulici, come quello di ridefinizione del corso del Piave, che aveva tracimato poco tempo prima e allagato Treviso.
Tra le altre opere attribuite a Giovanni degli Eremitani, si possono annoverare il progetto per il fortilizio di Castelbaldo e la Loggia delle Erbe a Padova.
L'ultimo suo lavoro accertato e documentato è la realizzazione, nel 1318, di un ponte sul Piave nel trevigiano.